# 斯拉维扬斯克区 (乌克兰)
斯洛维扬斯克区（烏克蘭語：Слов'янський район），又按俄语名译为斯拉维扬斯克区（俄语：Славянский район），曾是乌克兰顿涅茨克州的一个区，位于该州北部。总面积1,274平方公里，2013年总人口34,058。行政中心位于独立于该区的州辖市斯洛维扬斯克。
该区在2020年7月18日的乌克兰行政区划改革中被撤销，改革后頓涅茨克州下分为8个区，但只有5个区是在乌克兰政府的实际管辖下。